# Домінік Гарсія-Лорідо
Домінік Гарсіа-Лорідо (англ. Dominik García-Lorido; нар. 16 серпня 1983, Маямі) — американська акторка, здобула найбільшу популярність завдяки ролям у фільмах «Загублене місто» і «Сіті-Айленд» (де батька її персонажки зіграв справжній батько акторки — Енді Гарсія). У 2012—2013 роках зіграла Мерседес Ласаро — одну з основних ролей драматичного телесеріалу Starz «Чарівне місто».

## Біографія
Народилася в 16 серпня 1983 в місті Маямі, штат Флорида, в родині кінопродюсерки Марві (Марії-Вікторії) Лорідо та популярного актора Енді Гарсія. Домінік — старша з чотирьох дітей, у неї є дві сестри — Даніелла і Алессандра та брат Андрес. Її батьки кубинського походження (батько народився в Гавані). Виросла в Лос-Аджедесі, де з трьох років почала займатися танцями.

## Кар'єра
Кінодебют акторки відбувся у фільмі «Загублене місто», де режисером виступив її батько Енді Гарсіа, який і запросив Домінік виконати роль Мерседес Феллов. Це зміцнило бажання акторки зніматися в кіно, а також більше працювати з батьком. У 2003 році вона виграла премію «Міс „Золотий глобус“» — нагороду, що традиційно присуджується талановитій дочці чи сину відомої людини.
Акторська кар'єра актриси продовжує процвітати, вона отримує все більш істотні ролі, які мають велике значення для фільмів. У 2008 році вона знялася в трьох картинах: расової драмі «I Am Somebody: No Chance in Hell» і кримінальних трилерах — «Reflections» і «La linea», в якій також взяли участь Рей Ліотта і Енді Гарсіа. У 2009 році разом зі своїм батьком вона знялася в комедійній драмі «Сіті-Айленд», де виконала роль Вів'єн Ріццо, за яку її нагородили премією «Imagen».
У 2012—2013 роках Домінік була в основному складі телесеріалу «Чарівне місто», де виконала роль Мерседес Лазаро. У 2015 році знялася в головній ролі бойовика «Шалена карта» із Джейсоном Стейтемом, у 2019-му з'явилася в ролі Олівії Кортес у популярному телесеріалі «Пан Робот» із Рамі Малеком і Крістіаном Слейтером.

## Фільмографія
| Рік       |    | Українська назва  | Оригінальна назва                         | Роль                          |
| --------- | -- | ----------------- | ----------------------------------------- | ----------------------------- |
| 2019      | с  | Пан Робот         | Mr. Robot                                 | Олівія Кортес (2 епізоди)     |
| 2019      | ф  |                   | Stano                                     |                               |
| 2017      | с  |                   | Blue Bloods                               | Тіна Арая (1 епізод)          |
| 2016      | ф  |                   | Desolation                                | Кеті                          |
| 2015      | ф  | Шалена карта      | Wild Card                                 | Голлі                         |
| 2012—2013 | с  | Чарівне місто     | Magic City                                | Мерседес Лазаро (15 епізодів) |
| 2012      | ф  |                   | Delivering the Goods                      | Ребекка                       |
| 2011      | ф  |                   | Magic City Memoirs                        | Вероніка Суарес               |
| 2009      | ф  |                   | La linea                                  | Жінка в червоній сукні        |
| 2009      | ф  | Сіті-Айленд       | City Island                               | Вів'єн Ріццо                  |
| 2008      | ф  |                   | Reflections                               | Кейт                          |
| 2008      | ф  |                   | Chinaman's Chance: America's Other Slaves | Мері                          |
| 2007      | кф |                   | Luz del mundo                             | Луз                           |
| 2005      | ф  | «Загублене місто» | The Lost City                             | Мерседес Феллов               |
| 2004      | ф  |                   | Last Goodbye                              | Рейган                        |
| 1995      | ф  |                   | Steal Big Steal Little                    | Марія Мартінес                |